# Cologne (Minnesota)
Cologne é uma cidade localizada no estado americano de Minnesota, no Condado de Carver.

## Demografia
Segundo o censo americano de 2000, a sua população era de 1012 habitantes.
Em 2006, foi estimada uma população de 1343, um aumento de 331 (32.7%).

## Geografia
De acordo com o United States Census Bureau tem uma área de
2,3 km², dos quais 2,0 km² cobertos por terra e 0,3 km² cobertos por água.

## Localidades na vizinhança
O diagrama seguinte representa as localidades num raio de 16 km ao redor de Cologne.